# 六曜社 (喫茶店)
六曜社（ろくようしゃ）は、京都市中京区大黒町の、河原町三条交差点の近くにある喫茶店。老舗喫茶店として知られる。

## 概要
1950年に地下で開店し、後に喫茶店は1階へ移転して地下はバーになったが、1985年ころから、昼間の地下店も、自家焙煎コーヒーの店として営業を始めた。1階の店には「六曜社珈琲店」、地下の店には「六曜社地下店」という看板が掲げられている。
高田渡は、京都に居住していた時期に、毎日のようにこの店に通ったといわれる。豊田勇造の楽曲「コーヒーブルーズ」は、六曜社で高田と待ち合わせた経験を歌ったものである。
長く地下店のマスターを務めているのは、シンガーソングライターでもあるオクノ修（奥野修）である。
2010年6月17日、近傍で火災が発生し、消火のための放水によって店舗が水浸しとなり、しばらく休業を余儀なくされた。
2020年9月、「京都・六曜社三代記 喫茶の一族」が京阪神エルマガジン社より刊行された。